# حمایت جمهوری اسلامی ایران از حماس

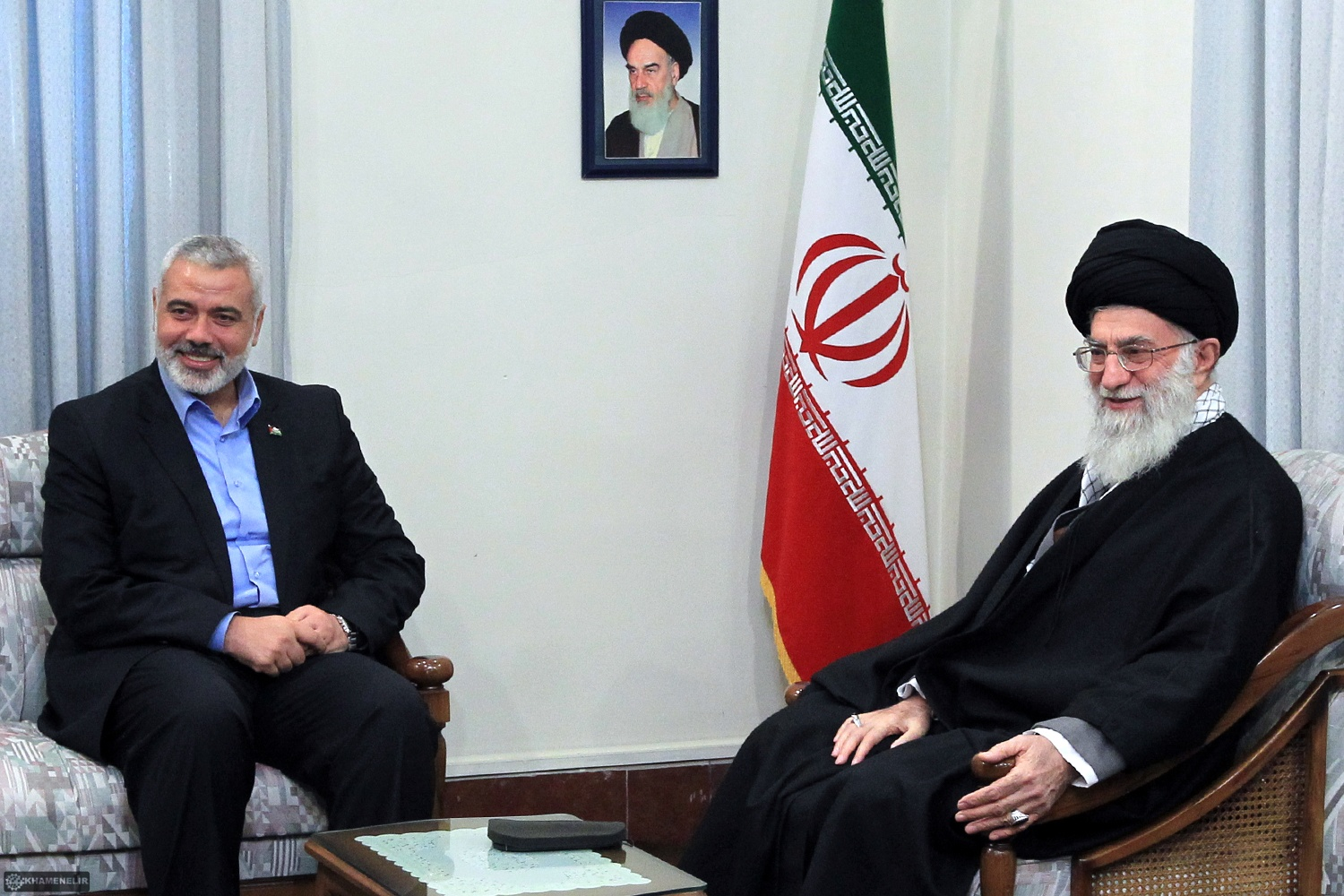
اسماعیل هنیه، رهبر حماس و سید علی خامنه‌ای، رهبر جمهوری اسلامی در ۲۰۱۲

جمهوری اسلامی ایران، از اوایل دهه ۱۹۹۰، به عنوان یکی از حامیان کلیدی حماس، با کمک‌های نظامی و آموزشی و مالی خود، از این سازمان، حمایت می‌کند.
بر اساس گزارش وزارت امور خارجه آمریکا در سال ۲۰۲۰، جمهوری اسلامی، سالانه حدود ۱۰۰ میلیون دلار به گروه‌های شبه‌نظامی فلسطینی از جمله حماس، کمک می‌کند. به گفته یک منبع امنیتی اسرائیل، جمهوری اسلامی از سال ۲۰۲۳، کمک مالی خود به حماس را به میزان قابل‌توجهی به ۳۵۰ میلیون دلار در سال، افزایش داده است.

## تاریخچه

### دهه ۱۹۸۰–دهه ۱۹۹۰

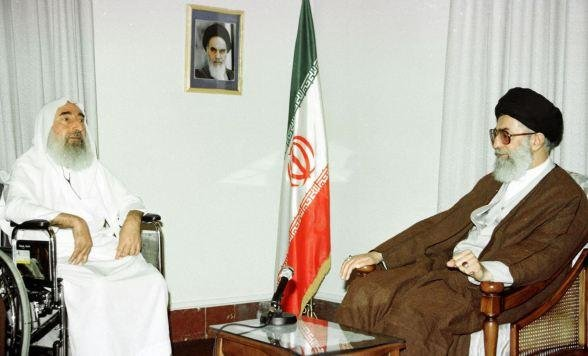
دیدار احمد یاسین، بنیان‌گذار حماس با خامنه‌ای، رهبر جمهوری اسلامی، در تهران در ۱۹۹۸

روابط جمهوری اسلامی و حماس، پس از تلاش‌های سازمان آزادی‌بخش فلسطین برای صلح با اسرائیل، تقویت شد. در سال ۱۹۹۰، جمهوری اسلامی، میزبان کنفرانسی در تهران برای حمایت از فلسطین بود که حماس در آن شرکت کرد اما یاسر عرفات در آن شرکت نکرده بود. در اوایل دهه ۱۹۹۰، هیئتی از حماس به ریاست موسی ابو مرزوق در تهران با مقامات ارشد از جمله خامنه‌ای، گفتگو کرد. جمهوری اسلامی سپس متعهد به حمایت نظامی و مالی، با ۳۰ میلیون دلار در سال، علاوه بر آموزش نظامی به هزاران تن از اعضای حماس در پایگاه‌های سپاه پاسداران در ایران و لبنان شد. علاوه بر این، حماس، دفتری را در تهران افتتاح کرد و اظهار داشت که ایران و حماس، «در دیدگاه استراتژیک نسبت به آرمان فلسطین در بعد اسلامی آن، دیدگاه یکسانی دارند.»

#### حمله ۱۹۹۵ به اتوبوس در کفر درم
به گفته وزارت امور خارجه آمریکا، علی فلاحیان، وزیر اطلاعات جمهوری اسلامی، مجوز حمله به اتوبوس در کفر درم را صادر کرد؛ یک عملیات بمب‌گذاری انتحاری که اتوبوسی پر از سربازان اسرائیلی و شهرک‌نشینان غیرقانونی در نوار غزه را هدف قرار داد. هفت سرباز اسرائیلی و یک شهرک‌نشین غیرقانونی، کشته شدند. این عملیات، یک عملیات مشترک بین حماس و جهاد اسلامی فلسطین بود که عامل آن، یکی از اعضای جهاد اسلامی و بمب، توسط رهبر شاخه نظامی حماس، یحیی عیاش، فراهم شده بود.

#### بمب‌گذاری ۱۹۹۶ در اتوبوس جاده یافا
پس از ترور یحیی عیاش توسط اسرائیل در ۵ ژانویه ۱۹۹۶، محمد ضیف، فرمانده گردان‌های عزالدین قسام، برای انتقام‌جویی، بمباران انبوهی را در داخل اسرائیل، سازماندهی کرد؛ از جمله بمب‌گذاری انتحاری مرکز دیزنگوف در تل‌آویو و دو بمب‌گذاری اتوبوس در جاده یافا در اورشلیم. این عملیات‌ها در مقیاس، وسعت و پیچیدگی خود، متفاوت و بزرگتر از هر حمله‌ای در گذشته بود و ادعا شده که سوریه و جمهوری اسلامی، هر دو در برنامه‌ریزی و تأمین مالی آنها کمک کرده‌اند. بر اساس گزارشی، مصطفی طلاس، وزیر دفاع سوریه، به غازی کنعان، فرمانده نیروهای سوری در لبنان دستور داد تا بین شبه‌نظامیان حزب‌الله و حماس که در لبنان و ایران آموزش دیده و در عملیات تلافی‌جویانه کشتن یحیی عیاش، شرکت داشتند، ارتباط برقرار کند. به گفته مایک کلی، حسن سلامه، عامل حماس، که سه حمله را طراحی کرده بود، در ایران، آموزش دیده بود. در سال ۲۰۰۰، خانواده‌های قربانیان آمریکایی علیه مصطفی طلاس، غازی کنعان و علی فلاحیان، شکایت کردند.

### انتفاضه دوم
حمایت جمهوری اسلامی از حماس، از طریق خشونت انتفاضه دوم ادامه یافت. پس از درگذشت عرفات در سال ۲۰۰۴ و خروج اسرائیل از نوار غزه در سال ۲۰۰۵، حمایت جمهوری اسلامی، به تدریج افزایش یافت.
به گفته انیس نقاش، مبارز لبنانی، در جریان انتفاضه دوم، قاسم سلیمانی، فرمانده نیروی قدس سپاه پاسداران و عماد مغنیه، رئیس عملیات نظامی حزب‌الله، بر قاچاق اسلحه به حماس و جهاد اسلامی، نظارت داشتند.

### تصرف نوار غزه توسط حماس
جمهوری اسلامی و حماس، پس از پیروزی غیرمنتظره حماس در انتخابات ۲۰۰۶ فلسطین و تصرف خشونت‌آمیز نوار غزه در سال ۲۰۰۷، به‌طور چشمگیری، نزدیک‌تر شدند. در سال ۲۰۰۶، جمهوری اسلامی برای حمایت از تشکیلات خودگردان فلسطین در نوار غزه که اکنون تحت کنترل حماس است، مداخله کرد، زیرا کمک‌های خارجی، قطع شده بود. در جریان سفر اسماعیل هنیه، نخست‌وزیر وقت حکومت حماس، به تهران در دسامبر ۲۰۰۶، جمهوری اسلامی، متعهد شد که ۲۵۰ میلیون دلار کمک کند.

### جنگ ۲۰۰۸–۲۰۰۹ غزه
در طول جنگ ۲۰۰۸–۲۰۰۹ غزه، حماس از موشک‌های مهندسی جمهوری اسلامی، استفاده کرد و بسیاری از فرماندهان آن، شخصاً توسط سلیمانی، در ایران، آموزش دیده بودند و سلاح‌های جمهوری اسلامی با استفاده از بندرها و تونل‌های سودان و شبه‌جزیره سینا در مصر، به غزه فرستاده شد.

### جنگ تونلی
پس از تحمیل محاصره نوار غزه در سال ۲۰۰۷ توسط اسرائیل و مصر، نیروی قدس سپاه پاسداران به فرماندهی دیرینه قاسم سلیمانی، در حمایت از ساخت تونل‌های زیر غزه و قاچاق سلاح از طریق این تونل‌ها به غزه و شاخه‌های مسلح حماس و جهاد اسلامی، فعال بود. در سال ۲۰۲۱، نماینده ارشد حماس در لبنان، احمد عبدالهادی گفت:
ایده [حفر] تونل … امروز ۳۶۰ کیلومتر تونل در غزه وجود دارد. بیش از ۳۶۰ کیلومتر تونل در زیر زمین وجود دارد. من وارد جزئیات در این مورد نمی‌شوم. دو نفر به فکر حفر این تونل‌ها افتادند: اولی سردار شهید عماد مغنیه و دومی حاج قاسم سلیمانی است که بیش از یک بار به غزه رفت و از همان لحظه ای که طرح دفاعی برای اولین بار تهیه شد، به غزه کمک کرد. اتفاقاً من هیچ رازی را فاش نمی‌کنم. دشمنان همه اینها را می‌دانند، اما آنچه دشمنان نمی‌دانند بسیار بیشتر از آنچه می‌دانند است. 
سردار سرتیپ عبدالفتاح اهوازیان، مشاور فرمانده سپاه قدس در آبان ۲۰۲۳ در خصوص نقش سلیمانی در ساخت و گسترش شبکه تونل غزه گفت:
بعد از شهادت حاج قاسم [سلیمانی] بچه‌های حماس یک فیلم به ما نشان دادند. من فیلم را دیدم و به گفته اهالی حماس در آنجا حاج قاسم به غزه رفته بود. به آنها گفت: چرا بیکار نشسته‌اید؟ جواب دادند: حاجی، راهی نیست. پس دستور داد تا اقدامی جهادی انجام دهند و صدها تونل حفر کنند و از مرزهای غزه عبور کنند. طی سه سال، فلسطینی‌ها صدها تونل به طول تقریبی ۸۰۰ کیلومتر با کلنگ و بیل حفر کردند. اینها از آن نوع تونل‌هایی نیستند که فقط موش‌ها بتوانند از آن استفاده کنند. این تونل‌ها امکان عبور ماشین‌ها، قاطرها با مهمات و موتورسیکلت‌ها را فراهم می‌کند. ۷۰۰ کیلومتر بدون بیل و کلنگ.
سرلشکر بازنشسته سپاه، سید عزت‌الله ضرغامی، در نوامبر ۲۰۲۳ اذعان داشت که در طول خدمت فعال خود در سپاه قدس، خود به همراه اعضای ارشد حماس از تونل‌های غزه بازدید و نظارت کرده است:
فجر ۳ که موشک ۲۴۰ میلی‌متری است یکی از محصولات ما بود. بعدها سرجنگی آن را کوچک‌تر کردیم و ۷۰ کیلومتر برد داشت. اولین مأموریت من گرفتن این موشک بود… این را با نهایت افتخار و بدون ترس از کسی می‌گویم. مقام معظم رهبری قبلاً گفته‌اند که ما به [حماس] کمک می‌کردیم. ما از مظلومان در همه جا حمایت می‌کنیم - حزب‌الله شیعه و همچنین حماس سنی. اینها همان چیزی است که [خامنه‌ای] در گذشته اعلام کرده است. من به عنوان مدیر تولید آن موشک‌ها به منطقه سفر کردم و آنها را هم در اختیار حزب‌الله و هم برای فلسطینی‌ها قرار دادم. مدتی داخل همان تونل‌هایی بودم که آنها از آن می‌جنگند. شش یا هفت سال پیش، من در این مورد پست گذاشتم و نام مستعار «قناری زرد» را گرفتم. در تونل‌ها، من در مورد کاربرد و مشخصات راکت‌ها آموزش می‌دادم. این دوره‌های آموزشی بسیار موفق بود. دیدم در تونل‌ها قفس قناری‌های آوازخوان دارند. از تیزبینی فرماندهشان برای داشتن موسیقی در دوران سربازی تمجید کردم. فرمانده پاسخ داد که این پرندگان برای آواز خواندن نیستند، بلکه برای اینکه جریان هوا مختل شود، حسگرهای [اکسیژن] هستند. اگر جریان هوا ضعیف‌تر شود، آواز خواندن پرندگان متوقف می‌شود و می‌میرند. وقتی پرنده می‌میرد، متوجه می‌شویم که مشکلی در جریان هوا وجود دارد. 
در دسامبر ۲۰۲۳، منصور حقیقت‌پور، ژنرال بازنشسته سپاه قدس نیز اعلام کرد که ایجاد تونل‌های زیر غزه نه تنها از سوی فلسطینی‌ها بلکه از سوی کل «محور مقاومت» بوده است:
نکته دیگری که می‌خواهم به آن اشاره کنم این است که محور مقاومت که با فلسطینی‌ها برای ساخت بیش از ۴۰۰ کیلومتر تونل در زیر زمینی که بیش از ۴۰ کیلومتر مربع نبود، برنامه‌ریزی کرده بود، «سناریوهای» احتمالی مختلفی را در نظر گرفت. این سناریوها شامل [اسرائیل] سیل تونل‌ها با آب، پمپاژ گاز سمی به داخل آنها، یا منفجر کردن بخش‌هایی از آنها است؛ بنابراین، طرف فلسطینی در تونل‌ها به خوبی می‌داند که چگونه با همه چالش‌های احتمالی مقابله کند. 
در ژانویه ۲۰۲۴، جعفر لداک، روحانی شیعه اظهار داشت که سلیمانی، نقش مهمی در تأثیرگذاری بر استراتژی جناح‌های فلسطینی، ایفا کرده است و آن را از حملات انتحاری که در زمان انتفاضه دوم به کار گرفته شده بود و به سمت استراتژی یک جنگ زیرزمینی برمی‌گرداند:
زرقاوی کسی بود که ایده بمب‌گذاری‌های انتحاری را آغاز کرد و سپس از این تأثیر بر فلسطینی‌ها استفاده کرد که پس از آن احساس کردند لازم است بتوانند در سرزمین‌های اشغالی بمب‌گذاری انتحاری انجام دهند. بمب‌گذاری‌های انتحاری البته نه تنها مشکل بزرگی دارد، بلکه به مذاق مقاومت اسلامی هم نیست. اهداف را برآورده نمی‌کند و خشم جامعه جهانی را به سمت مقاومت فلسطین برانگیخته است. افرادی مثل شهید قاسم سلیمانی وارد شوید. و با نفوذ او، در واقع خواهید دید که ساختار مقاومت فلسطین بازنگری شد. تونل‌هایی که در حال یدک‌کشیدن بودند و رابطه آن با بقیه جهان اسلام، به‌ویژه تونل‌های لبنان، به‌ویژه ایران، به حدی شکوفا شد که اکنون به اصطلاح قوی‌ترین ارتش در غرب آسیا هنوز نمی‌تواند آن‌ها را شکست دهد. افرادی که بیش از سه ماه است که گرسنه هستند. 
سردار سرلشکر محمدعلی جعفری، فرمانده کل سپاه پاسداران انقلاب اسلامی در جریان عملیات نوامبر ۲۰۱۲ اسرائیل در نوار غزه گفت که به دلیل انزوای جغرافیایی نوار غزه، جمهوری اسلامی نمی‌تواند مستقیماً چیزی در اختیار حماس قرار دهد اما هنوز هم فناوری و قطعات را از طریق تونل‌ها در اختیار آنها قرار می‌دهد، که سپس توسط گردان‌های قسام برای ساخت یک دستگاه استفاده می‌شود مانند نسخه دست‌ساز فلسطینی موشک فجر ۵ ایرانی که توانسته اهداف اسرائیل را در شهر تل‌آویو، هدف قرار دهد.

### جنگ اسرائیل و حماس
سپاه پاسداران برای برنامه‌ریزی حمله غافلگیرانه ۷ اکتبر ۲۰۲۳ به جنوب اسرائیل، با حماس همکاری کرد و به حماس در نشستی در بیروت در ۲ اکتبر، چراغ سبز نشان داد تا حمله را آغاز کند. در حمله تحت رهبری حماس، شبه‌نظامیان فلسطینی، ۱۲۰۰ اسرائیلی عمدتاً غیرنظامی را کشتند و حدود ۲۰۰ غیرنظامی و سرباز اسرائیلی را گروگان گرفتند. در هفته‌های منتهی به حمله، حدود ۵۰۰ نفر از حماس و جهاد اسلامی، تحت هدایت نیروی قدس سپاه پاسداران، در ایران، آموزش دیدند.
به گزارش واشینگتن پست، این حمله «با حمایت کلیدی [جمهوری اسلامی] که آموزش نظامی و کمک لجستیکی و همچنین ده‌ها میلیون دلار برای تسلیحات ارائه کرد، رخ داد.» به نوشته نیویورک تایمز، اسناد داخلی نشان می‌دهد که حماس به دنبال متقاعد کردن جمهوری اسلامی و حزب‌الله، برای مشارکت در حملاتش بوده است. این گروه، حمله را از طرح اولیه ۲۰۲۲ به تعویق انداخت که هدف آن، تأمین حمایت منطقه‌ای بود. اگرچه جمهوری اسلامی و حزب‌الله، حمایت خود را ارائه کردند، اما برای دخالت مستقیم آماده نبودند که باعث شد، حماس، به‌طور مستقل، ادامه دهد.
در طول جنگ، نقاشی‌های دیواری در میدان فلسطین تهران، تحت نظارت سازمان تبلیغات اسلامی، حمایت جمهوری اسلامی از حماس را اعلام کردند. پس از انتصاب یحیی سنوار به عنوان رهبر حماس در اوت ۲۰۲۴، نقاشی دیواری با تصویر سنوار با عنوان «شهید اسلام، فرمانده جهاد» نصب شد. پس از کشته شدن یحیی سنوار در عملیات اسرائیل در اواسط اکتبر، یک نقاشی دیواری جدید با پیام «طوفان سنوار ادامه خواهد داشت» نصب شد که به عملیات طوفان‌الاقصی اشاره داشت؛ عنوانی که حماس برای حملات ۷ اکتبر خود به اسرائیل، استفاده کرد.